# Мадам Сан-Жен (опера)
Мадам Сан-Жен (итал.  Madame Sans-Gêne) — опера в трех действиях итальянского композитора Умберто Джордано. Итальянское либретто Ренато Симони основано на одноименной пьесе французских драматургов Викторьена Сарду и Эмиля Моро.
Пьеса в свою очередь базируется на реальной биографии жены наполеоновского маршала Лефевра Катрин Юбшер (1754-1835), бывшей прачки, которая получила прозвище Мадам Сан-Жен (Мадам «Бесцеремонность»).
Премьера оперы состоялась в Нью-Йорке в Метрополитен-опера под руководством дирижёра Артуро Тосканини с Джеральдиной Фаррар в заглавной партии.

## Действующие лица
| Катрин Юбшер, прачка, впоследствии герцогиня Данцигская                      | сопрано |
| Лефевр, сержант, впоследствии маршал, герцог Данцигский.                     | тенор   |
| Фуше, депутат, революционер, впоследствии министр полиции, герцог Отрантский | баритон |
| Граф Нейпперг, австриец                                                      | тенор   |
| Тоньотта, прачка                                                             | сопрано |
| Джулия, прачка                                                               | сопрано |
| Ла Роза, прачка                                                              | сопрано |
| Винагр, барабанщик                                                           | тенор   |
| Император Наполеон I Бонапарт                                                | баритон |
| Каролина Бонапарт, королева Неаполитанская                                   | сопрано |
| Элиза Бонапарт, великая герцогиня Тосканская                                 | сопрано |
| Мадам де Бюлов, придворная дама                                              | сопрано |
| Десперо, танцмейстер                                                         | тенор   |
| Лерой, портной                                                               | баритон |
| Джельсомино, слуга                                                           | баритон |
| Де Брийоль, церемониймейстер                                                 | баритон |
| Рустан, начальник стражи                                                     | баритон |
| Лавочники, солдаты, гвардейцы, дипломаты, придворные - хор                   |         |

## Либретто

### Акт первый. Париж. 10 августа 1792. Прачечная Катрин Юбшер
Прачки Тоньота, Джулия и Ла Роза обеспокоены исходом сегодняшних событий в городе. Восставший народ штурмует королевский дворец Тюильри, охраняемый австрийцами, сторонниками королевы Марии-Антуанетты. С улицы доносится шум толпы, стрельба пушек. В прачечную заглядывает молодой депутат-радикал Фуше и молчаливый офицер Бонапарт. Фуше является поклонником Катрин. Появляется Катрин. Она всей душой на стороне восставшего народа, с юмором она описывает как гвардейцы сейчас «намнут бока» австрийским офицерам, защитникам проклятой «австриячки» Марии Антуанетты. Тем самым Катрин оправдывает прозвище, которое ей дали – Мадам Бесцеремонность. Прачки расходятся. Остается Катрин, Фуше и Бонапарт, который молча сидит в углу. Фуше признается в любви Катрин. Катрин смеется: она будет только с тем, кого полюбит. Фуше настаивает – перед ним блестящая карьера, возможно он станет министром. В ответ Катрин говорит, что это произойдет не раньше, чем его стеснительный друг станет королём. Она раскланивается перед Бонапартом, называя его «королём Наполеоном». Пока же у лейтенанта нет денег расплатиться за выстиранные вещи, но Катрин отдает их, прося, чтобы он не забыл её, когда станет королём. Со смехом она выпроваживает Фуше и Наполеона. Шум на улице усиливается. Барабанщик Винагр обращается к народу, сообщая, что Тюильри захвачен, король и королева арестованы, а австрийцы перебиты. Радостный народ кричит «Ура!». Катрин собирается закрывать прачечную, но в это время в дверь входит тяжело раненый юноша. Он признается, что был в числе австрийцев, защищавших королеву в Тюильри. Катрин недолго колеблется. Человечность берет верх. Она перевязывает раны австрийца и прячет его в чулане. К дверям подходит рота Национальных гвардейцев во главе с сержантом Лефевром. Это и есть тот человек, которого Катрин любит по-настоящему. Радостно бросается она навстречу Лефевру. В это время из чулана раздается стон раненого австрийца. Лефевр взбешен – Катрин прячет любовника, но та все объясняет сержанту. Вместе они решают спасти австрийца.

### Акт второй. Сентябрь 1811. Компьенский замок. Приемный зал
Прошло девятнадцать лет. Катрин и Лефевр поженились. Лефевр сделал карьеру при Бонапарте, который стал императором. Сам Лефевр теперь маршал и герцог Данцигский, а Катрин стала герцогиней. Джельсомино приводит портного Лероя и танцмейстера Десперо. Их задача – подготовить Катрин к приему у императора. Появляется Катрин. Несмотря на изменившееся положение она все та же простая женщина из народа. С юмором она встречает учителей, которые пытаются обучить её светским манерам. Входит Лефевр. Он принес радостную новость: после сегодняшней аудиенции у императора будет объявлено о провозглашении его королём Вестфалии, а Катрин станет королевой. Катрин без особого энтузиазма воспринимает эту новость – светские условности, попытки выдавать себя за аристократку раздражают бывшую прачку. Для неё главное – быть всегда рядом с любимым, и ради Лефевра она готова даже стать королевой и поехать в Вестфалию. Джельсомино докладывает о новом госте – австрийском графе Нейпперге, который прибыл со специальными посланиями от австрийского императора к Марии Луизе, но хочет видеть герцога и герцогиню Данцигских. Когда дипломат входит, оказывается, что это тот самый австрийский офицер, которого Лефевр и Катрин спасли в Париже. Он горячо благодарит супругов за спасение, и они уходят во внутренние покои. Зал начинает наполняться гостями императорского приема. Среди вошедших сестры императора Каролина и Элиза, министр полиции Фуше. Фуше обещает Каролине и Элизе, что Лефевр не станет королём, а Вестфалию получит брат императора Иероним. Входит Катрин. Она одета для парадного приема и делает все, как её учили во время представления сестрам Наполеона. Но во время беседы, задетая насмешками принцесс, с подачи Фуше Катрин в свойственной ей манере высказывает Каролине и Элизе все, что она о них думает. Оскорбленные принцессы покидают прием.

### Акт третий. Там же. Кабинет императора
Каролина, Элиза и Фуше сообщают Наполеону, что Катрин неподобающим образом вела себя на приеме. Такая особа не может стать королевой. Корону нужно отдать Иерониму. Но император настроен против своего брата, у него есть лучший выход. Наполеон приказывает Де Брольи привести Катрин. Все уходят. Наполеон встречается с Катрин наедине и требует, чтобы она немедленно дала развод Лефевру, который все равно будет королём. Катрин возмущена, она прямо обвиняет императора во вмешательстве в личную жизнь, напоминает ему о тех днях, когда у него нечем было заплатить за стирку. С удивлением Наполеон узнает в герцогине Данцигской прачку Катрин, которая когда-то первая назвала его «королём Наполеоном». В это время в кабинет входит начальник стражи Рустан, он ведет графа Нейпперга, который передавал какие-то бумаги Марии Луизе через даму Де Бюлов. Наполеон выходит, чтобы разобраться в этом деле, если бумаги предосудительны – Нейпперг будет немедленно казнен. В кабинет, где находится Катрин, вбегает Лефевр. Узнав об условии императора, он пришёл отказаться от титула короля и подать в отставку. Возвращается Наполеон. Лефевр высказывает свою просьбу. Решение принято: отставка Лефевра не принимается, он остается маршалом и герцогом. Катрин все так же будет его женой. Бумаги Нейпперга оказались благодарностью, которую выражал австрийский император Лефевру и Катрин за спасение дипломата в Париже. Королём Вестфалии будет Иероним. В кабинет входят Фуше и дамы. Фуше доволен – все получилось, как он и хотел. Наполеон предлагает руку Катрин, и они во главе процессии выходят из кабинета в зал приемов.

## Дискография

### Студийные записи
| Год  | Исполнители (Катрин, Лефевр, Наполеон, Фуше)           | Дирижёр, оркестр                                       | Студия                                  |
| ---- | ------------------------------------------------------ | ------------------------------------------------------ | --------------------------------------- |
| 1957 | Магда Ласло, Данило Вега, Карло Тальябю, Карло Перуччи | Артуро Базиль, Хор и оркестр Итальянского радио, Милан | Audio CD: Bongiovanni Cat: GB 1129/30-2 |

### Трансляционные записи
| Год  | Исполнители (Катрин, Лефевр, Наполеон, Фуше)                       | Дирижёр, оркестр                                                                     | Театр, дата спектакля         |
| ---- | ------------------------------------------------------------------ | ------------------------------------------------------------------------------------ | ----------------------------- |
| 1967 | Орианна Сантунионе, Франко Тальявини, Марио Занаси, Ренато Капекки | Джанандреа Гаваццени, Хор и оркестр Театра Ла Скала, Милан                           | Ла Скала 28.02.1967           |
| 1997 | Мирелла Френи, Питер Дворский, Паоло Кони, Антонио Сальвадори      | Бруно Бартолетти, Хор и оркестр Театра Беллини ди Катанья                            | Беллини ди Катанья 28.07.1997 |
| 1999 | Мирелла Френи, Джорджо Мериги, Мауро Буда, Андреа Зезе             | Стефано Ранцани Хор городского театра Модены, оркестр Эмилии-Романьи имени Тосканини | Модена 22.01.1999             |